# Johann I. (Schwarzenberg)

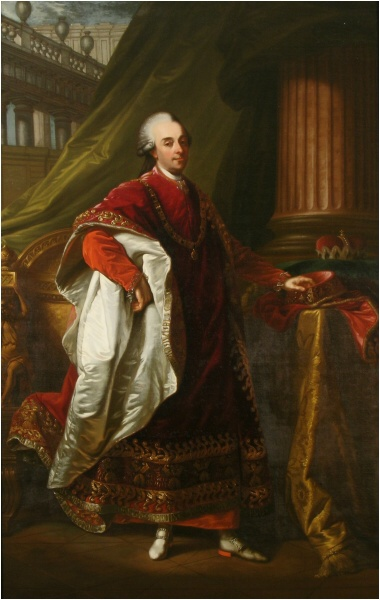
Jan Nepomuk Schwarzenberg, Gemälde im Schloss Krumau

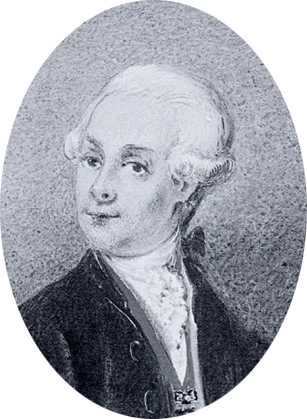
Johann I. Fürst von Schwarzenberg

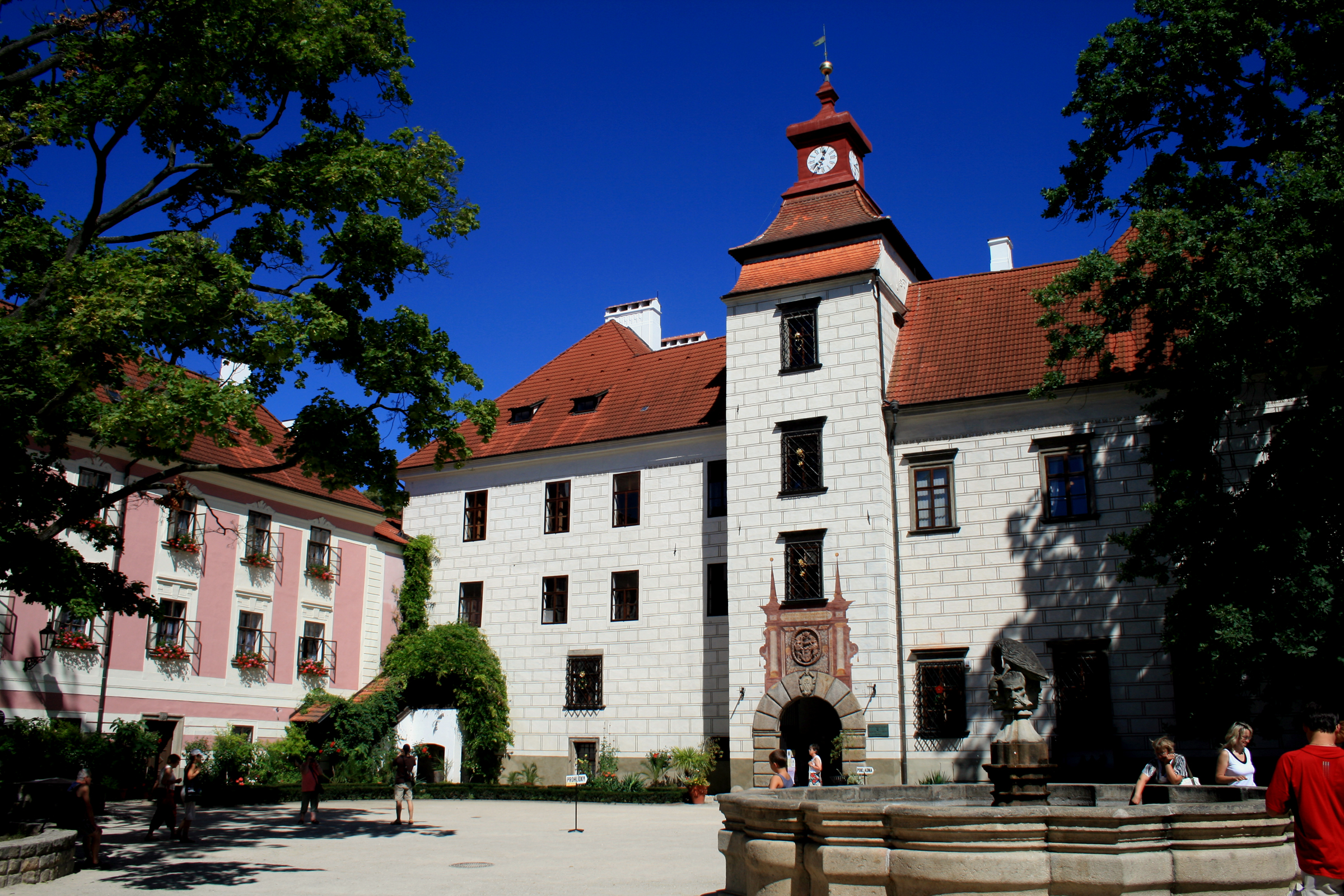
Schloss Třeboň (Wittingau)

Johann I. Nepomuk Anton Joseph Joachim Prokop Fürst zu Schwarzenberg (* 3. Juli 1742 in Postelberg; † 5. November 1789 in Frauenberg in Böhmen) war ein deutsch-böhmischer Adliger aus dem Hause Schwarzenberg.

## Leben
Johann Nepomuk Anton war der erstgeborene Sohn von Josef I. Adam Franz von Schwarzenberg und der Maria Theresia (Marie Therese) von und zu Liechtenstein (* 28. Dezember 1721; † 19. Januar 1753), Tochter des Josef I. Johann Adam von Liechtenstein, und 5. Fürst zu Schwarzenberg. Er widmete sich in seiner kurzen Amtszeit von 1782 bis 1789 verstärkt der Verwaltung und Mehrung des Schwarzenbergischen Vermögens und lebte im Gegensatz zu seinem Vater und Großvater sehr zurückgezogen. Er nahm auch nicht deren bedeutende Stellung am Wiener Kaiserhof ein. Immerhin war er K.u.K. Kämmerer und Wirklicher Geheimer Rat. Außerdem war er Krönungsbotschafter in Rom und Reichserbhofrichter am Hofgericht Rottweil, sowie Ritter des Ordens vom Goldenen Vlies. Sein Interesse galt der Verbesserung von Land- und Forstwirtschaft. So setzte er sich für neue effektivere Methoden der landwirtschaftlichen Feldbestellung ein, ließ Klee oder Luzerne anbauen. Vornehmlich verfolgte und unterstützte er die forstwirtschaftliche Entwicklung im Böhmerwald. In seine Regierungszeit fällt der Baubeginn des Schwarzenbergschen Schwemmkanals nach den Entwürfen von Joseph Rosenauer und der Neubau des Mainkrans in Marktbreit nach der schweren Flut von 1784.
Am 14. Juli 1768 heiratete er auf Schloss Schönbrunn, Wien, Gräfin Marie Eleonore zu Oettingen-Wallerstein (* 22. Mai 1747; † 25. Dezember 1797). Seine Söhne Joseph II. Johann und Karl I. Philipp begründeten 1802 bzw. 1804 die Stammzweige der Krumauer und der Altsatteler Linie der Schwarzenberg.
Johann I. Nepomuk liegt in Třeboň (Wittingau) begraben.

## Kinder
Johann I. Nepomuk von Schwarzenberg hatte folgende Nachkommen:

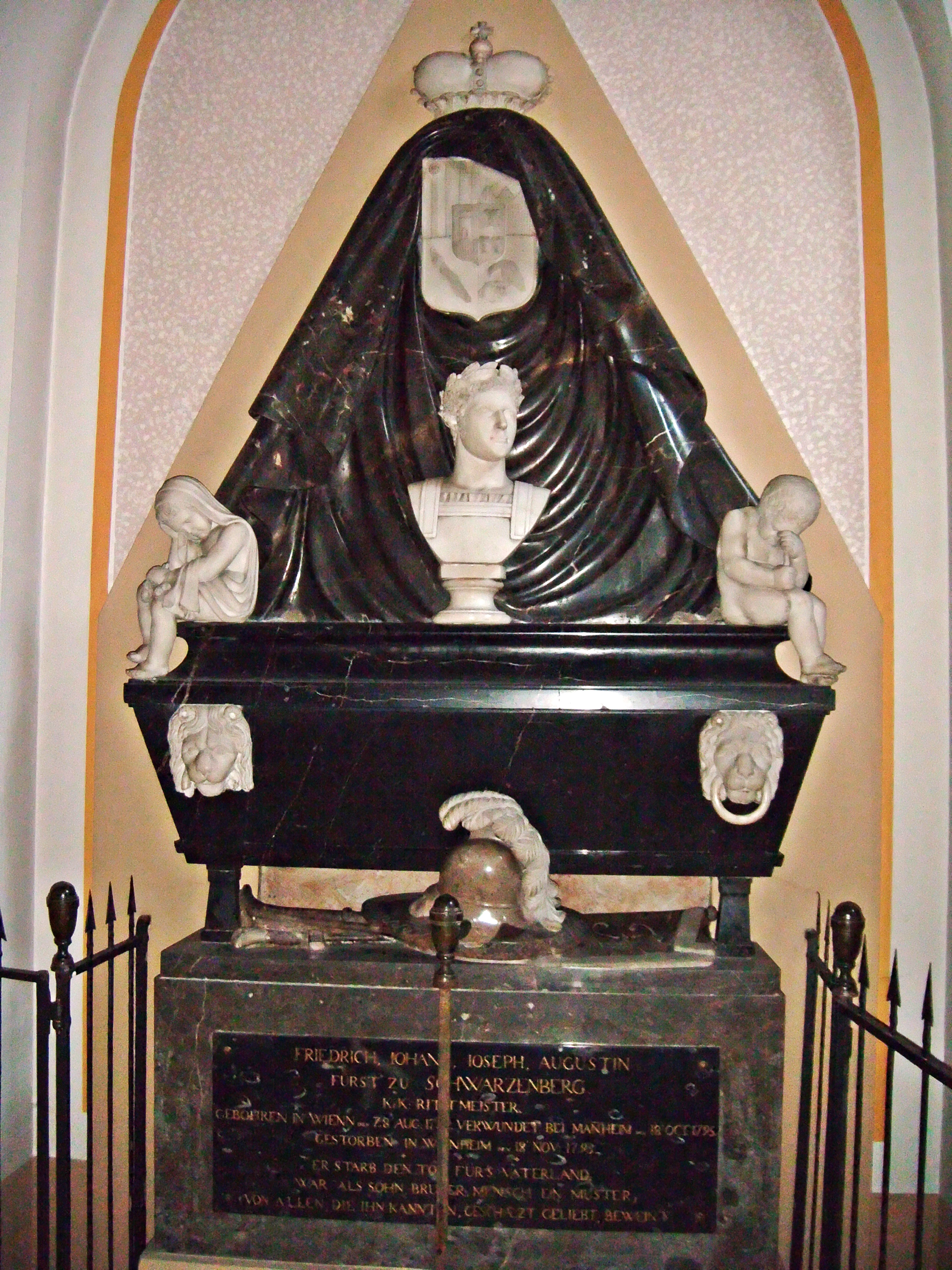
Grabmal für Friedrich Johann Nepomuk Joseph August von Schwarzenberg in der St. Laurentiuskirche, Weinheim; geschaffen von Maximilian Joseph Pozzi (1770–1842), aus Mannheim

- Joseph II. Johann Nepomuk Anton Karl, 6. Fürst zu Schwarzenberg, Herzog zu Krumau (* 27. Juni 1769 in Wien; † 19. Dezember 1833 in Frauenberg in Böhmen)
- Johann Nepomuk Joseph Karl Urban (* 25. Mai 1770; † 13. August 1779)
- Karl I. Philipp Johann Nepomuk Joseph, Fürst zu Schwarzenberg (2. Majorat), 1804 Landgraf von Sulz und Klettgau (* 15. April 1771 in Wien; † 15. Oktober 1820 in Leipzig); ⚭ Gräfin Maria Anna von Hohenfeld (* 20. Mai 1767 Linz; † 2. April 1848 in Wien)
- Anton Johann Nepomuk Joseph Sigmund Florin (* 3. Mai 1772; † 11. Mai 1775)
- Franz de Paula Joseph Johann Nepomuk (* 29. Mai 1773 in Wien; † 3. Februar 1789 ebenda)
- Ernst Joseph Johann Nepomuk Franz de Paula Maximus (* 29. Mai 1773 in Wien; † 14. März 1821 ebenda), Bischof von Raab in Ungarn
- Friedrich Johann Nepomuk Joseph August (* 28. August 1774 in Wien; † 18. November 1795 in Weinheim)
- Marie Karoline Theresia Regina (* 7. September 1775 in Wien; † 24. Januar 1816 in Prag) ⚭ 1792 Franz Joseph Maximilian Fürst von Lobkowitz; Initiatorin (1810) und Vorsteherin (1811) der philanthropischen Gesellschaft adeliger Frauen zur Beförderung des Guten und Nützlichen[2]
- Eleonore Karoline Theresia (* 28. Januar 1777 in Wien; † 25. September 1782 ebenda)
- Maria Elise (Elisabeth) Theresia Karoline Eleonore (* 11. September 1778 in Wien; † 8. Oktober 1791 Hluboká nad Vltavou (Frauenberg/Böhmen))
- Maria Theresia Eleonore Charlotte Walburga (* 14. Oktober 1780 in Wien; † 9. November 1870 ebenda) ⚭ 25. Mai 1801 in Wien: Friedrich Egon Landgraf zu Fürstenberg (* 26. Januar 1774 in Wien; † 4. Februar 1856) → Friedrich Egon zu Fürstenberg, Erzbischof von Olmütz sowie Kardinal
- Johann Nepomuk Joseph Fürchtegott Bernhard (* 23. Januar 1782 in Wien; † 12. August 1783 ebenda)
- Eleonore Sophie Theresia Walburgis (* 11. Juli 1783 in Wien; † 6. November 1846 ebenda)